# 135 (число)
135 (сто тридцать пять) — натуральное число, расположенное между числами 134 и 136. Оно не является простым числом, а относительно последовательности простых чисел расположено между 131 и 137.
- 135 день в году — 15 мая (в високосный год — 14 мая)

## В математике
- 135 — число харшад ({\displaystyle 135=(1+3+5)\cdot 15}), число Цукермана ({\displaystyle 135=(1\cdot 3\cdot 5\cdot )\cdot 9}).
- Число 135 (наряду с 0, 1 и 144 — последовательность A038369 в OEIS) обладает следующим свойством:

{\displaystyle 135=(1+3+5)\cdot (1\cdot 3\cdot 5)}
- Число 135 (наряду с …, 89, 175, 518, 598, … — последовательность A032799 в OEIS) обладает следующим свойством:

{\displaystyle 135=1^{1}+3^{2}+5^{3}}
- 135 — является нечётным составным трёхзначным числом.
- Сумма цифр числа 135 — 9
- Произведение цифр этого числа — 15
- Квадрат числа 135 — 18225

## В других областях
- 135 год.
- 135 год до н. э.
- 135 — название стандарта 35 мм для фильмов.
- 135 — рабочее обозначение серийных шасси Брянского автозавода, созданных на базе ЗИЛ-135.